# Hase Seishū
Hase Seishū (Japans: 馳 星周) (Urakawa (Subprefectuur Hidaka), 18 februari, 1965) is het pseudoniem van Toshihito Bandō (Japans: 坂東 齢人), een Japanse romanschrijver. Hase heeft in Japan een aanzienlijke reputatie als schrijver van Yakuza misdaadromans en game-stories. Het pseudoniem is gebaseerd op Chinese naam van regisseur Stephen Chow, achterstevoren geschreven en bewerkt naar het Japans.  
Hase werd geboren in Hokkaido, Japan en studeerde in 1987 af aan de Yokohama City University met een BA.
Na als boekrecensent te hebben gewerkt, debuteerde Hase in 1996 met de roman Fuyajo (Sleepless Town). Deze roman werd gelijk genomineerd voor de Naokiprijs, en bekroond met de Eiji Yoshikawa debutantenprijs. In 1998 won hij de prijs van de Japanse Associatie voor het Spannende Boek. Hase is zes keer genomineerd voor de Naokiprijs, en won deze in 2020 met de roman 'Shonen to Inu' (‘De jongen en de hond’). Deze roman verscheen in januari 2022 in de Nederlandse vertaling, uitgegeven door Atlas Contact. 
Veel van Hase's romans zijn verfilmd, zoals Fuyajo ('Sleepless Town') in 1998, geregisseerd door Chi-Ngai Lee, en ‘The City of Lost Souls’ (2000) geregisseerd door Takashi Miike. Hase was als scenarioschrijver ook betrokken bij de videogames Yakuza en Yakuza 2. 